# آنجل کابررا (بازیکن فوتبال)
آنجل روبن کابررا (اسپانیایی: Ángel Cabrera‎; زاده ۹ اکتبر ۱۹۳۹ – درگذشته ۱۵ نوامبر ۲۰۱۰) بازیکن فوتبال در پست مهاجم اهل اروگوئه بود.

## باشگاهی
از باشگاه‌هایی که در آن بازی کرده‌است می‌توان به باشگاه فوتبال پنیارول، و باشگاه فوتبال نیولز اولد بویز، باشگاه فوتبال مونته‌ویدئو واندررز و باشگاه فوتبال دانوبیو اشاره کرد.

## تیم ملی
وی همچنین در تیم ملی فوتبال اروگوئه بازی کرده‌است.